# Gorno-Altajsk
Gorno-Altajsk (in russo Горно-Алтайск?; in altai: Улалу, Ulalu) è la capitale della Repubblica dell'Altaj, una repubblica autonoma della Russia sud-occidentale. La città è situata a 3 641 chilometri da Mosca e nel 2020 contava circa 64 464 abitanti. Gorno-Altajsk è situata nella valle del Majma, una conca tra le montagne dell'Altaj.

## Storia
Nel 1830 i missionari ortodossi arrivarono nella valle e trovarono un villaggio chiamato Ulala (Улала) in cui vivevano diciannove indigeni e tre famiglie di etnia russa. L'anno seguente i missionari modernizzarono il villaggio, e quest'avvenimento causò l'immigrazione da parte di alcune famiglie russe nei dintorni. Nel 1922 fu creata l'oblast' autonoma di Ojrot e Ulala ne divenne la capitale. Nel 1928 si trasformò in città e nel 1932 il suo nome venne tramutato in Ojrot-Tura (Ойрот-Тура).
Nel 1948 l'oblast' autonoma di Ojrot cambiò il suo nome in oblast' autonoma di Gorno-Altaj (anche chiamata oblast' autonoma delle montagne di Altaj), e il nome della sua capitale divenne Gorno-Altajsk. Gorno-Altajsk è sede di varie industrie, di un'università, di un teatro, di un aeroporto e di un museo regionale. La città dista 96 chilometri dalla stazione ferroviaria di Bijsk.

## Infrastrutture e trasporti

### Aereo
La repubblica autonoma dell'Altaj è collegata con la Russia con un aeroporto regionale - l'aeroporto di Gorno-Altajsk situato a 15 km della città. Attualmente è l'unico hub aereo della Repubblica dell'Altaj.
È previsto un ampliamento della pista dell'aeroporto fino al 1,600 m e lo sviluppo della rete dei voli di linea locali con l'utilizzo degli elicotteri.

### Bus
La città di Gorno-Altajsk è collegata con le altre città della Repubblica dell'Altaj e del territorio dell'Altaj.